# Moses Ceylan
Moses Ceylan (* 11. Januar 1980 in Füssen) ist ein deutscher Koch.

## Werdegang
Ceylans Familie ist aramäischer Herkunft.
Nach der Koch-Ausbildung folgte eine Ausbildung zum Metzger.
Es folgten Stationen bei Christian Jürgens, Joachim Wissler und Sven Elverfeld.
2011 wurde er Küchenchef.
2014 war er Küchenchef im Restaurant Amador von Juan Amador in Mannheim; das Restaurant hatte drei Michelinsterne.
Seit April 2015 ist er gemeinsam mit Sebastian Zier gleichberechtigter Küchenchef im Einstein Gourmet-Restaurant im Hotel Einstein St. Gallen, das 2015 mit einem, 2017 zwei Michelinsternen ausgezeichnet wurde.
Moses Ceylan und Sebastian Zier verschmelzen eine klassisch französische Küche mit einem avantgardistischen, orientalisch geprägten Stil.
Ceylan verließ das Einstein Gourmet 2020. Seitdem ist er als Berater tätig und kocht bei Festivals, Kreuzfahrten oder in Pop-Ups.

## Privates
Ceylan ist Vater von drei Mädchen.

## Auszeichnungen
- 2017: Zwei Michelin-Sterne im Guide Michelin 2018 für das Restaurant Einstein Gourmet
- 2018: 18 Punkte Gault-Millau im Gault-Millau Guide 2019 für das Restaurant Einstein Gourmet
- 2018: Aufsteiger des Jahres 2019 im Gault-Millau Guide 2019 für Sebastian Zier und Moses Ceylan (Einstein Gourmet)
- 2018: Aufsteiger des Jahres 2019 im ARAL Schlemmer-Atlas für Sebastian Zier und Moses Ceylan (Einstein Gourmet)